# Ауторски табак
Ауторски табак (енг. sheet, нем. Verlagsbogen) је текст обима 30.000 словних знакова, најчешће 16 куцаних страна.

## Облик и употреба
Ауторски табак је, по конвенцији, мерна јединица којом се изражава опсег рукописа или штампаног дела. Садржи 30.000 словних знакова, рачунајући и размаке између речи, наслове, поднаслове међунаслове потписе испод слика, формуле, напомене и остале делове текста. Обично обухвата између 12 и 16 штампаних страница. Користи се и као одредница дужине текста семинарских радова, чланака за научне часописе или неког другог текстуалног материјала.